# Umbraco
Umbraco是一个在万维网和内部网上发布内容的開放原始碼的内容管理系统（CMS），它以C#撰寫，并依赖于微软的基础设施，幾乎所有的動作都是AJAX。Umbraco最大的特色是所見即所得編輯器幾乎與Microsoft Word完全一樣。自4.5版本开始，整个系统以MIT許可證可用。

## 外部連結
- 官方网站
- Umbraco releases （页面存档备份，存于）
- Umbraco repository on GitHub （页面存档备份，存于）
- Our Umbraco - the community site for Umbraco （页面存档备份，存于）